# 三棘刺鰍
三棘刺鰍為輻鰭魚綱合鰓目刺鰍亞目刺鰍科的其中一種，分布於非洲剛果民主共和國Ituriflusse bei Mawambi流域，體長可達33.5公分，棲息在中底層水域，屬肉食性，可做為食用魚。